# Darío Figueroa
Darío Damián Figueroa, conhecido como Darío Figueroa, (San Rafael, Mendoza, 13 de fevereiro de 1978) é um futebolista argentino. Atua como meia. Joga pelo Caracas FC.

## Carreira

### Maracaibo
Em 2003, Figueroa ressuscitou sua carreira jogando na Venezuela. Jogou para UA Maracaibo entre 2003 e 2008, também Darío Figueroa é um dos golascorers Históricos de Maracaibo com 26 gols, depois de Daniel Arismendi (31 gols), Cristian Casseres (34 gols) e Guillermo Beraza (38).

### Caracas
Em 2009 ele se juntou Caracas FC , onde marcou um número de gols para ajudar o clube a vencer seu grupo e se qualificar para a fase eliminatória da Copa Libertadores 2009 . Darío Figueroa, atualmente, é um dos ídolos de Caracas

## Títulos
| Seção            | Time       | Título                 |
| ---------------- | ---------- | ---------------------- |
| Clausura 2002-03 | Maracaibo  | Campeonato Venezuelano |
| Clausura 2004-05 | Maracaibo  | Campeonato Venezuelano |
| Apertura 2005-06 | Maracaibo  | Campeonato Venezuelano |
| Clausura 2006-07 | Maracaibo  | Campeonato Venezuelano |
| Clausura 2008-09 | Caracas FC | Campeonato Venezuelano |